# Joaquín Kremel
Joaquim Bosch Kremel, conocido como Joaquín Kremel (Montgat, 12 de noviembre de 1947) es un actor español de cine, teatro y televisión.

## Biografía
Hijo de padre austriaco, Joaquín debutó con la obra teatral La muerte de Dantón (1972) —dirigida por Alberto González Vergel— y en televisión lo hizo de la mano de Juan Guerrero Zamora en La dama de las camelias (Estudio 1, TVE). En este medio destacó además su participación en la serie Hostal Royal Manzanares (La 1). En 1980 mantuvo una relación sentimental con Verónica Forqué.

## Teatro
- La muerte de Dantón, (1972), dirigida por Alberto González Vergel.
- Mi amiga la gorda, de Charles Lawrence. Dtor: Ángel Fernández Montesinos.
- Fruta madura, de Roberto Romero en el Teatro Reina Victoria.
- Una rosa en el desayuno, (1975), de Barillet y Grédy. Dtor Gustavo Pérez Puig en el Teatro Infanta Isabel.[3]
- Los chicos de la banda, dirigido por Jaime Azpilicueta.
- La Celestina, dirigido por José Tamayo Rivas en el Teatro de la Comedia.
- Feliz cumpleaños, de Marc Camoletti en el Teatro Lara.
- Canigó (1979), de Jacinto Verdaguer, dirigido por Esteban Polls en el Teatre Grec de Barcelona.
- El alcalde de Zalamea (1979), de Calderón de la Barca, dirigido por Fernando Fernán Gómez.
- El castigo sin venganza, de Lope de Vega dirigido por José Díaz en gira por Nueva York, Washington, Montreal, Búfalo, Chicago, Boston, Nueva Jersey e Indiana.
- El sombrero de copa, de Vital Aza, dirigido por José María Morera en el Teatro Bellas Artes.
- Casa de muñecas (1983), de Ibsen dirigido por José María Morera en el Teatro Bellas Artes.
- El barón (1983), de Moratín dirigido por José María Morera.[4]
- La herida del tiempo (1984), de J. B. Priestley, dirigido por José María Morera.
- Al derecho y al revés (1984), de Michael Frayn.
- Un marido de ida y vuelta, (1985), de Enrique Jardiel Poncela, dirigido por Gustavo Pérez Puig en el Teatro Maravillas.
- Arsénico y encaje antiguo (1987), de Joseph Kesselring, dirigido por Ángel Fernández Montesinos en el Teatro Bellas Artes.
- Leyendas, de James Kirkwood, Jr., dirigido por A. García Moreno en el Teatro Marquina.
- Por los pelos, de Paul Poltner, dirigido por Pere Planella en el Teatro Fígaro.
- El aperitivo, de Gerard Lauzier, dirigido por Ángel Fernández Montesinos.
- Los domingos, bacanal (1991), de Fernando Fernán Gómez, dirigido por José Luis García Sánchez.[5]
- Judit y el tirano (1992), de Pedro Salinas dirigido por Manuel Collado en el Teatro Español.
- Vis a vis en Hawai (1992), de José Luis Alonso de Santos dirigido por Gerardo Malla.
- Bailando en verano, dirigido por Luis Iturri.
- Luna de miel para seis, de Hugo Sofovich dirigido por Eduardo Bazo.
- Oleanna, de David Mamet dirigido por José Pascual.
- Kvetch, de Stephen Berkov dirigido por José Pascual.
- El arrogante español (1991), de Lope de Vega, dirigido por Cayetano Luca de Tena en el Teatro Español.
- Sé infiel y no mires con quién, de Cooney y Chapman dirigido por Jaime Azpilicueta (1998-99-01).
- Lucernario de David Hare, dirigido por Francisco Vidal.(2001-2002).
- La jaula de las locas, de Jean Poiret, dirigido por Luis Ramírez (2002).
- La paz, de Aristófanes. Versión de Miguel Murillo, dirigido por Juan Margallo. Festival de Teatro Clásico de Mérida. (2003).
- Vía Dolorosa, de David Hare. dirigido por Joaquín Kremel y supervisado por Juan Margallo. (2003-2004).
- El invitado, de David Pharao. Dirección e interpretación. (2004-2005).
- La extraña pareja, de Neil Simon. Dirección J. J. Afonso (2005-2007).
- El beso de Judas, de David Hare. Dirección Miguel Narros (2007-2008).
- Los reyes de la risa (2013), de Neil Simon.

## Televisión
- La dama de las camelias (1974). Noche de Teatro. Dirigido y realizado por Juan Guerrero Zamora.
- La familia Alvareda (1975). Novela. Protagonista de esta novela de veinte capítulos, Realizada por Vicente Amadeo.
- Don Juan o El amor a la geometría (1976) de Max Frisch. Teatro Club.
- Dos mujeres. Protagonista de los veinte capítulos. Realización de Manuel Ripoll.
- Como las hojas (1978) de Jacomo Lacossa. Estudio 1 realizado por Vicente Amadeo.
- Antología de la Zarzuela (1979-1980) Realización de Fernando García de la Vega
- Una noche de verano de Baltasar Porcel. Telenovela de cuatro capítulos, Realizada por Antonio Chic.
- Calles de abolengo. Estudio 1 realizado por Antonio Chic.
- Gente bien (1980). de Santiago Russinyol. Gran Teatre. Realizado por Roger J. Justafré.
- El zumbido de las abejas de Rodolfo Sirera realizado por Esteban Durán.
- Una familia bien de Oscar Wilde realizado por Cayetano Luca de Tena.
- Un marido ideal (1982). de Oscar Wilde. Estudio 1.
- El barón (1983), de Leandro Fernández de Moratín, realizado por Mara Recatero. Estudio 1.
- Ha dicho papá (1984) de Jaime de Armiñán, realizado por Paco Abad. Cuentos imposibles.
- María la Calderona de Antonio Gala realizado por Josefina Molina.
- Ahí te quiero ver (1986-1987) con Rosa María Sardá.
- El olivar de Atocha (1989) de Lola Salvador.
- El séptimo cielo (1990) con Mónica Randall. Realizada por Rafael Galá.
- Viva el espectáculo (1990) con Concha Velasco.
- Avui per demá (1991-1992). Escrita y dirigida por Esteban Durán.
- Menos lobos Serie para Televisión Española.
- Los ladrones van a la oficina (1993-1995), serie para Antena 3 dirigida por Tito Fernández.
- Compuesta y sin novio (1994); serie dirigida por Pedro Masó para Antena 3.
- ¡Ay, Señor, Señor! (1994-1995); serie para Antena 3 dirigida por Julio Valdés.
- Farmacia de guardia (1995). Antena 3.
- Esto no es lo que parece (1995). Programa para TV2.
- Hostal Royal Manzanares (1996-1998), de Sebastián Junyent
- Famosos y familia (1999), de Fernando Colomo, serie para TVE
- El chalet de Madame Renard (2000), de Miguel Mihura, dirigido por Roger Justafré. Estudio 1 para TVE.
- Fuera de control (2006). Serie de Globomedia para TVE1.
- Bandolera (2012-2013). Serie de Antena 3.
- Familia (2013). Serie de Telecinco. Cameo.
- La que se avecina (2016). Serie de Telecinco. 1 episodio.

## Filmografía
- Separación matrimonial (1973), de Angelino Fons.
- El corazón, de Ángel del Pozo.
- Crónica de un instante (1981), de Antonio Pangua.
- Situación límite (1982), de Manuel Esteban.
- Hay que deshacer la casa (1986), de José Luis García Sánchez.
- Mi general (1987), de Jaime de Armiñán.
- Barcelona Connection (1988), de Miguel Iglesias Bonns.
- Pareja de tres (1995), de Tony Verdaguer.
- El palomo cojo (1995), de Jaime de Armiñán.
- Gran slalom (1996), de Jaime Chávarri.
- Historia de una orgía en Formentera (1996), de Francesc Bellmunt.